# アーネスト・ジャイルズ

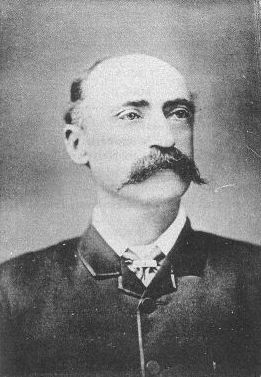
アーネスト・ジャイルズ

ウィリアム・アーネスト・パウエル・ジャイルズ（William Ernest Powell Giles、1835年7月20日 - 1897年11月13日）は、オーストラリアの探検家である。南オーストラリアと西オーストラリアで5回の探検を行った。

## 若年期
ジャイルズは1835年7月20日にイングランドのブリストルで、商人のウィリアム・ジャイルズ（1795年頃 - 1860年5月28日）とジェーン・エリザベス・ジャイルズ（旧姓パウエル、1804年頃 - 1879年3月15日）の長男として生まれた。ジャイルズ家は裕福な家庭だったが、没落し、学校で教育中の子供を残してオーストラリアに移住した。父ウィリアムは、1850年にはノース・アデレードに、1853年にはメルボルンに住んでいた。父ウィリアムはビクトリア植民地税関に勤務した。
ジャイルズはロンドンの公立学校であるクライスト・ホスピタルで教育を受けた。1850年、15歳の時にオーストラリアに渡り、アデレードに住んでいた両親と合流した。1852年には、ヴィクトリアの金鉱で働いた後、メルボルンの郵便局員になり、その後、郡裁判所でも働いた。しかし、すぐに街での生活に飽き、オーストラリアの奥地での生活を始めた。1865年、ダーリング川の北西のヤンカニア山地を探検し、牧草や麻の栽培が可能な土地を発見した。

## 第1次探検

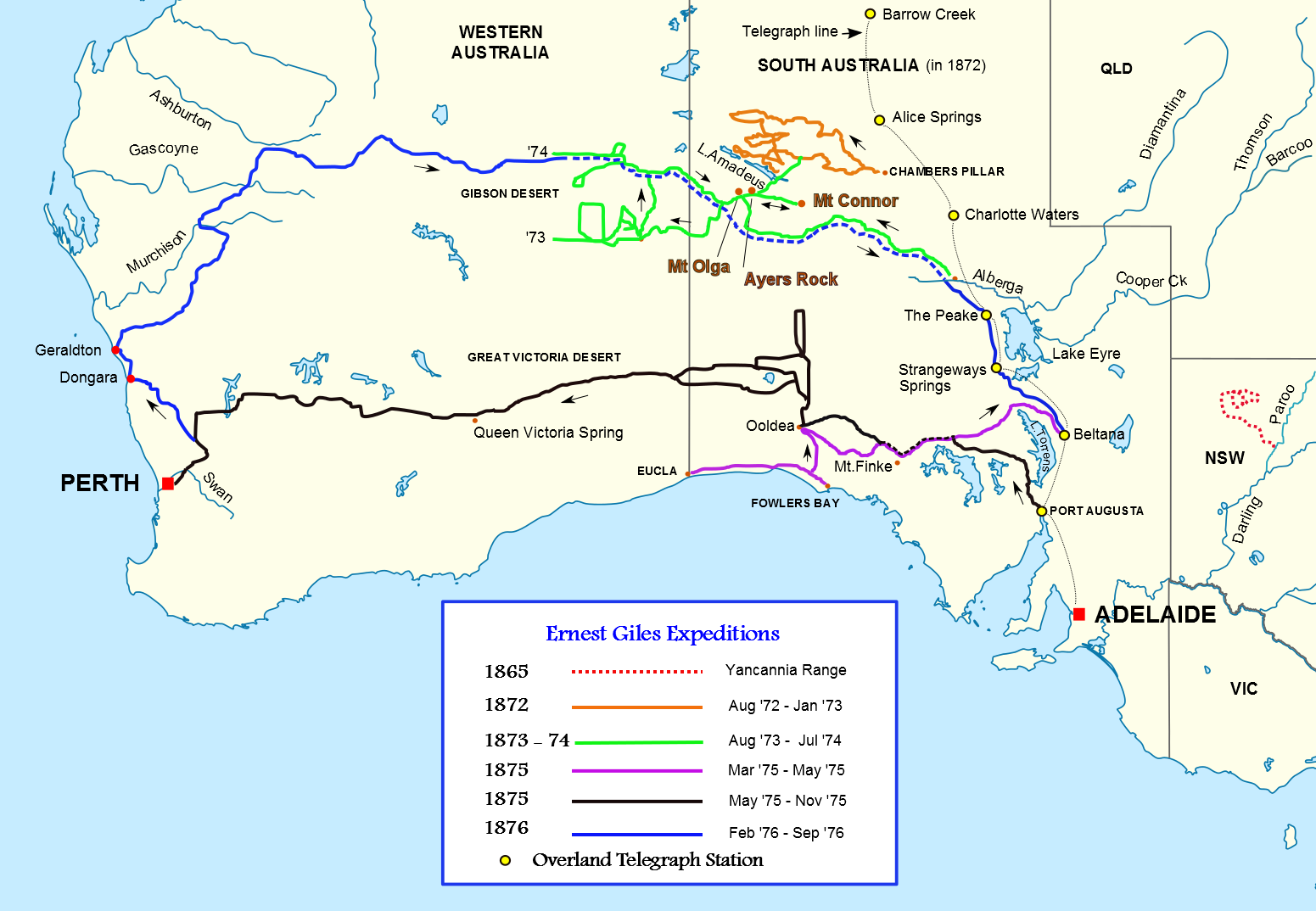
ジャイルズの探検経路

ジャイルズは当初、単独での探検を行っていたが、1872年に初めて複数人での探検を行った。8月22日、他の2人の男とともにノーザンテリトリーのチェンバーズ・ピラーを出発し、そこから北西と西の未開の地を探検した。アマディアス湖に行く手を阻まれ、馬が弱ってきたため引き返すことにし、フィンケ川をたどり、シャーロット・ウォーターズを経由して1873年1月にアデレードに帰還した。ジャイルズはこの探検は失敗だったと考えていたようだが、探検隊の規模や装備からすれば成果は大きかった。

## 第2次探検
ジャイルズの友人のフェルディナント・フォン・ミュラーは、ジャイルズの新たな探検のために寄付金を募った。ウィリアム・ティートケンスが最初の助手に任命され、そのほかの2人とともに1873年8月4日に第2次探検に出発した。第2次探検は第1次よりも南から出発し、アルバーガ川からおおむね西に向かった。出発から1か月後、マスグレーヴ山脈で発見した川にフォン・ミュラーの名に因んでフェルディナント川と命名した。10月3日までに探検隊は東経128度線に近づいていた。この一帯は非常に乾燥しており、水を得るのが困難だった。11月の初めに東経126度線を越えたところで東に引き返し、12月20日にスコット山付近に到達した。そこから北に進んだ後に西に進み、1874年4月23日にこの遠征の行程の最西端に到達した。ジャイルズは隊員のアルフレッド・ギブソンと共にその先の土地を偵察していたが、その途中でギブソンの馬が死んでしまった。ジャイルズはギブソンに、自分の馬に乗ってキャンプに戻り、助けを求めるように指示した。ジャイルズは徒歩で8日間かけてキャンプにたどり着いたが、ギブソンはキャンプに着いていなかった。その後数日間ギブソンを探したが、見つけることができなかった。備蓄が底をつきかけていたため、5月21日に帰途に就いた。ジャイルズは一帯をギブソン砂漠と命名した。一行は6月24日にフィンケ川まで進み、7月13日にシャーロット・ウォーターズに到着した。ジャイルズは今回もオーストラリア大陸を横断することができなかったが、この状況下で可能なことは全てやり遂げた。
ジャイルズは、オルガ山（カタ・ジュタ）とアマディアス湖をヨーロッパ人で初めて見た。ジャイルズはそれらを、フォン・ミュラーに因んで「ミュラー山」「フェルディナント湖」と命名しようとしたが、当のフォン・ミュラーに説得されて、ドイツのヴュルテンベルク王妃オリガ（オルガ）とスペイン王アマデオ1世（アマディアス）から命名した。また、ジャイルズはウルル（エアーズロック）を最初に発見したと主張したが、ウィリアム・ゴスの方が早かった。

## 第3-5次探検

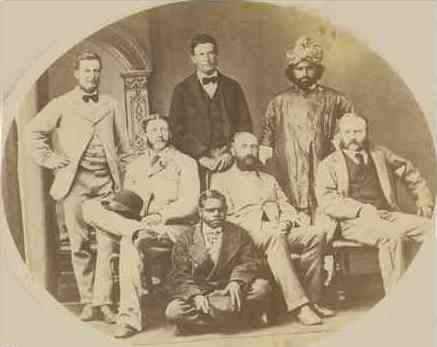
第4次ジャイルズ探検隊のメンバー

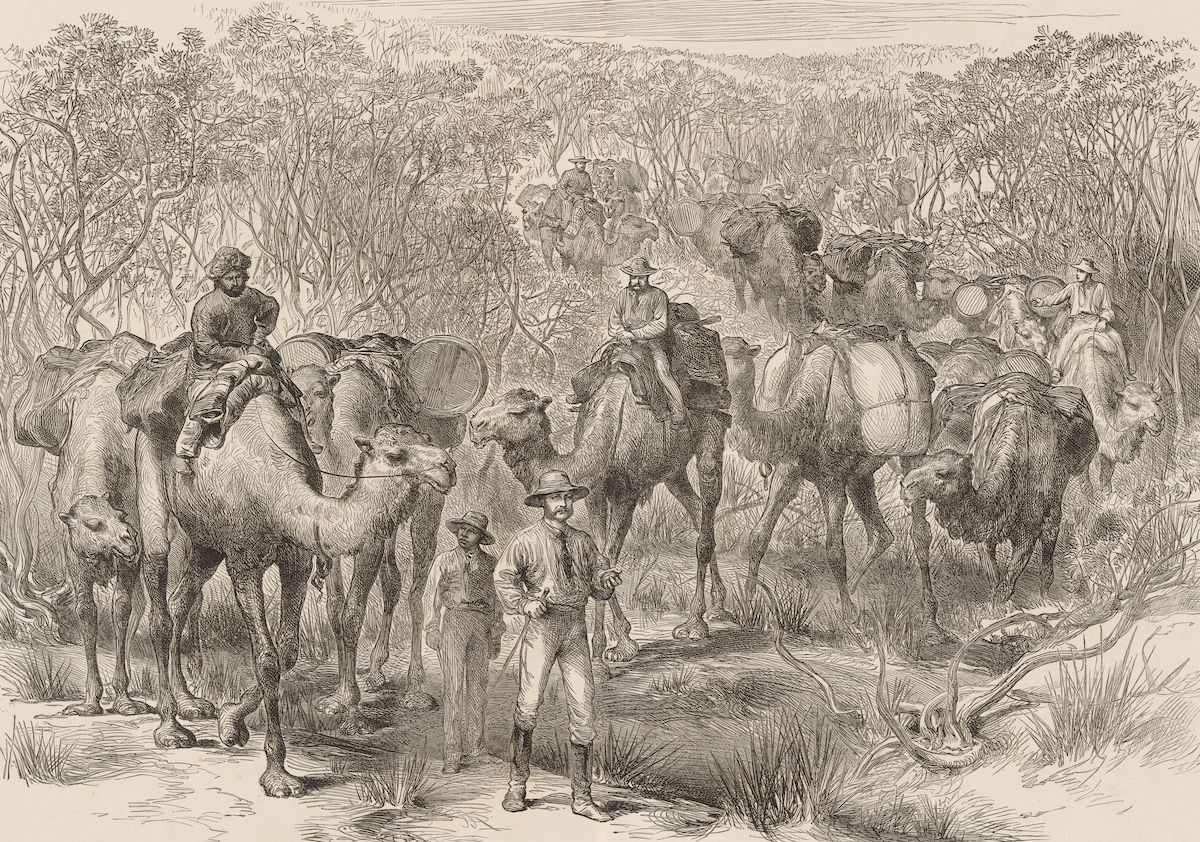
ラクダを使った第4次探検の様子（ジェス・ヤングによる木版画）

1875年初頭、ジャイルズは探検中の日記を元に"Geographic Travels in Central Australia"（中央オーストラリアにおける地理的な紀行）を刊行した。トーマス・エルダーの支援の下に、1875年3月13日に第3次探検に出発した。フォウラーズ・ベイから北に向けて出発すると、一帯は非常に乾燥していた。そこで一行は東に向かい、トレンズ湖の北岸を通ってエルダーが保有する農地であるベルタナに到達した。
ベルタナで第4次探検の準備を行い、ティートケンスを再び副隊長として、5月6日にラクダのキャラバン隊で出発した。2年前のピーター・エジャートン＝ウォーバートンの西オーストラリア探検に同行したアフガニスタン人ラクダ使いのマホメット・サレがラクダの管理をした。一行は5月23日にポートオーガスタに到着した後、湖を避けて北に向かい、その後は概ね西へ進んだ。9月の終わり、砂漠地帯を水場を見つけられないまま17日間、520キロメートル以上進んだ。9月25日にアボリジニのガイドのトミー・オルダムが砂丘の間の小さな窪みに豊富に水が湧いているのを発見した。ジャイルズはその地をクイーン・ビクトリア・スプリングと名付けた。ここで9日間休養を取った後、10月6日に探検を再開して西へ向かった。10日後、探険隊は大勢のアボリジニに襲撃され、ジャイルズは彼らに発砲した。11月11日、一行はニューノーシアに到着し、ロセンド・サルバド司教の歓迎を受けた。11月18日にオーストラリア西海岸のパースに到着した。ティートケンスと探険隊員のジェス・ヤングは海路でアデレードに戻った。
ジャイルズはパースに2か月滞在し、1876年1月13日に第5次探検を開始した。第5次探検は第4次よりも640キロメートル北を通るルートで、9月にアデレードに帰還した。

## 晩年
ジャイルズは1877年から1879年までビクトリア州西部地区で地籍調査員として働いた。1880年に、第2次・第3次探検の記録である"The Journal of a Forgotten Expedition"（忘れられた探検の日誌）を出版した。1889年に、5回の探検の記録をまとめた全2巻の"Australia Twice Traversed: The Romance of Exploration"を出版した。ジャイルズはこの他にも小規模な探検を何度も行い、晩年はクールガーディーの鉱山検査官事務所の事務員として働いていた。
1880年に王立地理学会のフェローに選出され、パトロンズ・メダルを授与された。また、イタリア国王ヴィットーリオ・エマヌエーレ2世からイタリア王冠勲章カヴァリエーレ（ナイト）を授与された。
一方で、当時のオーストラリア植民地政府はジャイルズの功績を無視し、新たな探検のための支援も、金銭的な報酬を与えることもしなかった。南オーストラリア植民地総督のウィリアム・ジャーヴォイスは、1881年10月11日に「彼は賭博をしており、その生活はまじめなものではないと聞いている」と報告している。

## 死去と死後の評価

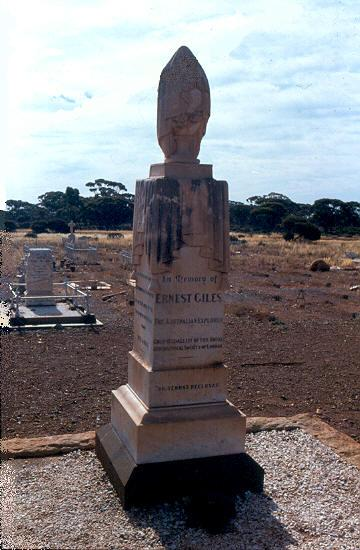
クールガーディーのジャイルズの墓

ジャイルズは1897年11月13日にクールガーディーの甥の家で肺炎により死去した。遺体はクールガーディーの墓地に埋葬された。ジャイルズは生涯未婚だった。
ジャイルズの死亡記事には以下のように書かれていた。
彼は、生涯の最良の年を、人間が取り組むことのできる最も崇高な目的に捧げた者として、その名前は尊敬を持って残され、長く記憶されるだろう。
20世紀の哺乳類学者ヘドリー・ハーバート・フィンレイソンは、1935年の著書"The Red Centre: man and beast in the heart of Australia"の中で、ジャイルズについて次のように述べている。
ジャイルズの時代からこの国で仕事をした者は皆、これらの探検を成し遂げるための素晴らしい馬術、忍耐力、揺るぎない決意を持っており、称賛と驚きの念を抱く。何週間も干物などの単調な食事をし、背後の水は干上がり前方の水は見つからない中で、瀕死の馬に跨がって知らない場所への大変な旅をしたジャイルズの簡潔な記録を読むと、そのような中でも平静を保つことのできる性格と動機の強さに驚嘆する。
1976年、オーストラリア郵便公社は、ジャイルズの栄誉を称え、肖像の入った郵便切手を発行した。
以下のものは、ジャイルズに因んで命名された。
- ジャイルズ山（英語版） - ノーザンテリトリーで3番目に高い山[18]。
- ジャイルズ湖 - 西オーストラリア州サザンクロス（英語版）の北160キロメートルに位置する湖[19]。
- ジャイルズ気象台（英語版） - 西オーストラリア州と南オーストラリア州の州境付近にある気象台[20][21]。

## ジャイルズに因んで命名された植物
ジャイルズの第1次・第2次探検に同行したクリストファー・ジャイルズは、シャーロット・ウォーターズ地域でフォン・ミュラーのために植物採集を行った。
- Gilesia属は1つの種Gilesia biniflora F.Muellのみを含み、その属名はアーネスト・ジャイルズとクリストファー・ジャイルズの両方に因む[24]。
- Cyperus gilesiiとPanicum gilesiiの種名はアーネスト・ジャイルズに因むものと一般には解されているが、両種を分類したジョージ・ベンサムは"Central Australia. Charlotte Waters, Giles"とだけ記している。
- Eremophila christopheriはクリストファー・ジャイルズに、Eremophila gilesiiはアーネスト・ジャイルズに因んで命名された[25]。